# Rudosterka zielonolica
Rudosterka zielonolica (Pyrrhura molinae) – gatunek średniej wielkości ptaka z rodziny papugowatych (Psittacidae). Występuje w centralnej części Ameryki Południowej. Nie jest zagrożony wyginięciem. Dość pospolity w hodowlach.

## Taksonomia
Po raz pierwszy gatunek opisali Massena i Souancé w 1854 na łamach Revue et Magasin de Zoologie Pure et Appliquée na podstawie holotypu z Boliwii. Autorzy nadali nowemu gatunkowi nazwę Conurus molinæ. Obecnie (2020) Międzynarodowy Komitet Ornitologiczny (IOC) umieszcza rudosterkę zielonolicą w rodzaju Pyrrhura. Dawniej niektórzy autorzy uznawali rudosterki: zielonolicą i kasztanowobrzuchą (P. frontalis) za jeden gatunek, badania genetyczne tego nie potwierdziły. Odnotowano mieszańce rudosterek zielonolicych i czarnogłowych (P. rupicola) w południowym Peru; w niektórych przypadkach nie da się ani na podstawie morfologii, ani mtDNA ustalić, czy dany ptak jest hybrydą, czy nie. Podgatunek P. m. hypoxantha był kiedyś uznawany za P. m. sordida, którego przedstawiciele występowali w dwóch odmianach barwnych.

## Podgatunki i zasięg występowania
IOC wyróżnia następujące podgatunki:
- P. m. flavoptera Maijer, Herzog, Kessler, Friggens & Fjeldså, 1998 – zachodnio-centralna Boliwia (wyżyny południowo-wschodniego La Paz i północno-zachodniego Cochabamba)[7]
- P. m. molinae (Massena & Souancé, 1854) – wyżyny Boliwii od La Paz po Chuquisaca[7]
- P. m. phoenicura (Schlegel, 1864) – północno-wschodnia Boliwia (północno-wschodnie Santa Cruz) i zachodnia Brazylia (południowo-zachodnie Mato Grosso)[7]
- P. m. hypoxantha (Salvadori, 1899) – skrajnie wschodnia Boliwia (wschodnie Santa Cruz), południowo-zachodnia Brazylia (zachodnie Mato Grosso do Sul), północny Paragwaj[7]
- P. m. restricta Todd, 1947 – nizinna wschodnio-centralna Boliwia (centralne Santa Cruz)[7]
- P. m. australis Todd, 1915 – wyżyny południowej Boliwii (Tarija) po północno-zachodnią Argentynę (na południe po prowincję Tucumán)[7]

## Morfologia
Długość ciała wynosi około 26 cm, masa ciała 62–81 g. Opis dotyczy podgatunku nominatywnego. Ciemię po kark brązowe z zielonym nalotem. Policzki jaskrawozielone. Z tyłu szyi występują pojedyncze niebieskie pióra, sporadycznie mogą utworzyć niebieską półobrożę. Pierś jasnobrązowa, pokryta jasnoszarymi pasami, żółciejącymi ku środkowi piersi. Sterówki czerwonobrązowe, obrączka oczna biała, tęczówka brązowa. Na brzuchu występuje czerwona lub brązowa plama, której brak u ptaków młodocianych. U przedstawicieli P. m. phoenicura nasada ogona jest zielona. Reprezentantów P. m. restricta wyróżnia brązowoszara pierś z białymi paskami, policzki z niebieskim nalotem i niebieska półobroża oraz domieszka barwy niebieskiej na bokach ciała i pokrywach podogonowych. U ptaków podgatunku P. m. flavoptera zgięcie i część krawędzi skrzydła są czerwonopomarańczowe, a skrzydełko składa się z wymieszanych niebieskich i żółtych piór. Rudosterki zielonolice podgatunku P. m. australis wyróżniają się większą barwną plamą na brzuchu, większą ilością żółci na piersi i mniejszym dziobem.

## Ekologia i zachowanie
Niewiele wiadomo o życiu tych papug na wolności. Środowiskiem życia rudosterek zielonolicych są nizinne lasy z drzewami zrzucającymi liście, lasy wtórne, lasy galeriowe w Pantanalu i wilgotne lasy subtropikalne. Odnotowywane były do wysokości 3000 m n.p.m. Według autorów Handbook of the Birds of the World brak danych o pożywieniu. Z 2007 pochodzą badania o odżywianiu się rudosterek zielonolicych w zachodniej Brazylii. Żywiły się nasionami, owocami, kwiatami i nektarem 16 gatunków drzew; w badanym lesie z wysokim odsetkiem drzew zrzucających liście 70% diety rudosterek zielonolicych stanowiły figi.

### Lęgi
W Argentynie lęgi odnotowano w czerwcu. Gniazdo znajduje się w dziupli drzewa, w jednym przypadku mieściło się 5 m nad ziemią. Zniesienie liczy 3–6 jaj. W niewoli inkubacja trwa 22–24 dni. W niewoli pisklęta opierzają się po 7 tygodniach życia.

## Status
IUCN uznaje rudosterkę zielonolicą za gatunek najmniejszej troski (LC, Least Concern) nieprzerwanie od 1988 roku (stan w 2021). Liczebność populacji nie została oszacowana, ale ptak ten opisywany jest jako pospolity. BirdLife International uznaje trend liczebności populacji za spadkowy ze względu na utratę siedlisk.